# Michele Sanmicheli
Michele Sanmicheli (Verona, 1484. – Korfu, 1559.) olasz építőmester.

## Életpályája
Hírnevét 1527-ben Verona erődítményeinek építése által alapította meg. Ugyanott ő építette a S.-Tomaso-templomot, S. Bernardóban a Pellegrini-kápolnát és a klasszikus szépségű Madonna di Campagna templomot, továbbá a Pompei-palotát Veronában, a Grimani-palotát Velencében stb.